# TP d'Or 2009
Aquesta és la llista dels guardonats amb el Premi TP d'Or 2009, entregats el 2 de març de 2010 en un acte celebratat a la Sala Pachá de Madrid i presentat per Jorge Fernández Madinabeitia.

## Llista de guardonats
| Categoria                                      | Programa                     | Persona                      | Resultat   |
| ---------------------------------------------- | ---------------------------- | ---------------------------- | ---------- |
| millor actor                                   | Cuéntame cómo pasó           | Imanol Arias                 | Nominat    |
| millor actor                                   | Aída                         | Paco León                    | Nominat    |
| millor actor                                   | Doctor Mateo                 | Gonzalo de Castro            | Guanyador  |
| millor actriu                                  | Sin tetas no hay paraíso     | María Castro                 | Nominada   |
| millor actriu                                  | Cuéntame cómo pasó           | Ana Duato                    | Guanyadora |
| millor actriu                                  | El internado                 | Amparo Baró                  | Nominada   |
| millor presentador/a de varietats i espectacle | Sé lo que hicisteis...       | Ángel Martín                 | Nominat    |
| millor presentador/a de varietats i espectacle | El programa de Ana Rosa      | Ana Rosa Quintana            | Guanyadora |
| millor presentador/a de varietats i espectacle | Sálvame                      | Jorge Javier Vázquez         | Nominat    |
| millor presentador/a d'Informatius             | Antena 3 Noticias            | Matías Prats                 | Guanyador  |
| millor presentador/a d'Informatius             | Informativos Telecinco       | Pedro Piqueras               | Nominat    |
| millor presentador/a d'Informatius             | Telediario                   | Ana Blanco                   | Nominada   |
| millor sèrie nacional                          | Águila roja                  | Águila roja                  | Guanyador  |
| millor sèrie nacional                          | Cuéntame cómo pasó           | Cuéntame cómo pasó           | Nominat    |
| millor sèrie nacional                          | El internado                 | El internado                 | Nominat    |
| millor sèrie estrangera                        | House                        | House                        | Nominat    |
| millor sèrie estrangera                        | Desperate Housewives         | Desperate Housewives         | Nominat    |
| millor sèrie estrangera                        | Els Simpson                  | Els Simpson                  | Guanyador  |
| millor telenovel·la o serial                   | Yo soy Bea                   | Yo soy Bea                   | Nominat    |
| millor telenovel·la o serial                   | Amar en tiempos revueltos    | Amar en tiempos revueltos    | Guanyador  |
| millor telenovel·la o serial                   | Doña Bárbara                 | Doña Bárbara                 | Nominat    |
| millor informatiu diari                        | Informativos Telecinco 15,00 | Informativos Telecinco 15,00 | Nominat    |
| millor informatiu diari                        | Antena 3 Noticias 2          | Antena 3 Noticias 2          | Guanyador  |
| millor informatiu diari                        | Telediario 1                 | Telediario 1                 | Nominat    |
| millor programa d'actualitat i reportatges     | Callejeros                   | Callejeros                   | Guanyador  |
| millor programa d'actualitat i reportatges     | Callejeros Viajeros          | Callejeros Viajeros          | Nominat    |
| millor programa d'actualitat i reportatges     | Informe semanal              | Informe semanal              | Nominat    |
| millor programa d'espectacle i entreteniment   | Sé lo que hicisteis...       | Sé lo que hicisteis...       | Guanyador  |
| millor programa d'espectacle i entreteniment   | Sálvame                      | Sálvame                      | Nominat    |
| millor programa d'espectacle i entreteniment   | El Hormiguero                | El Hormiguero                | Nominat    |
| millor magazine                                | El programa de Ana Rosa      | El programa de Ana Rosa      | Nominat    |
| millor magazine                                | España directo               | España directo               | Guanyador  |
| millor magazine                                | Tal cual lo contamos         | Tal cual lo contamos         | Nominat    |
| millor programa d'esports                      | Minuto y resultado           | Minuto y resultado           | Nominat    |
| millor programa d'esports                      | Estudio estadio              | Estudio estadio              | Nominat    |
| millor programa d'esports                      | Deportes Cuatro              | Deportes Cuatro              | Guanyador  |
| millor concurs                                 | Password                     | Password                     | Nominat    |
| millor concurs                                 | La ruleta de la suerte       | La ruleta de la suerte       | Nominat    |
| millor concurs                                 | Pasapalabra                  | Pasapalabra                  | Guanyador  |
| millor reality                                 | Gran Hermano                 | Gran Hermano                 | Guanyador  |
| millor reality                                 | Curso del 63                 | Curso del 63                 | Nominat    |
| millor reality                                 | Pekín Express                | Pekín Express                | Nominat    |
| millor programa infantil/juvenil               | Los Lunnis                   | Los Lunnis                   | Nominat    |
| millor programa infantil/juvenil               | Bob Esponja                  | Bob Esponja                  | Guanyador  |
| millor programa infantil/juvenil               | Megatrix                     | Megatrix                     | Nominat    |
| Cadena TDT                                     | 24 Horas                     | 24 Horas                     | Nominat    |
| Cadena TDT                                     | Disney Channel               | Disney Channel               | Guanyador  |
| Cadena TDT                                     | Neox                         | Neox                         | Nominat    |
| millor anunci                                  | Coca-Cola                    | Coca-Cola                    | Guanyador  |
| millor anunci                                  | Iberia                       | Iberia                       | Nominat    |
| millor anunci                                  | Freixenet                    | Freixenet                    | Nominat    |
| Premi Especial a tota una vida                 | Lola Herrera                 | Lola Herrera                 | Guanyadora |